# Santiago Alba Rico
Santiago Alba Rico (Madrid, 1960) es un escritor, ensayista y filósofo español marxista. Ha publicado varios libros de ensayo sobre disciplinas como filosofía, antropología y política, además de colaborar como redactor en varias revistas y medios de comunicación, como Gara, Archipiélago: Cuadernos de crítica de la cultura, LDNM, Público, el Comité de Solidaridad con la Causa Árabe o Rebelión. Colabora regularmente con el diario catalán Ara y es activo participante en varios medios de comunicación.

## Biografía
Santiago Alba Rico se licenció en Filosofía en la Universidad Complutense de Madrid. Es hijo de la cineasta y periodista Lolo Rico (conocida por ser directora del programa infantil La bola de cristal), hermano de la escritora, guionista y fotógrafa Isabel Alba Rico y bisnieto del que fuera ministro durante el reinado de Alfonso XIII y Presidente de las Cortes, Santiago Alba Bonifaz. Es tío de Nagua Alba, exdiputada de Podemos en el Congreso de los Diputados.
Comenzó a escribir guiones para «Los electroduendes», dentro del programa La bola de cristal entre 1984 y 1988. Según comenta el propio Santiago en una entrevista, entró a trabajar sustituyendo a su madre y convirtió a «Los electroduendes» en una serie de «fábulas de marxismo satírico para niños»:

«Los primeros guiones –al menos los tres primeros meses– los escribieron ella y Carlo Frabetti. Yo empecé a hacer guiones beneficiado por el nepotismo materno y porque, casualmente, contraje una grave enfermedad que me impedía salir de casa. Carlo y Lolo dejaron los guiones en mis manos y mi contribución es sobre todo la de haber «torcido» el espíritu inicial del programa, que era más infantil y menos político. Lolo y Carlo habrían podido hacer también magníficos guiones «torcidos» (pues tienen un inmenso talento), pero cuando comprobaron que no se me daba mal «torcerlos» pasaron a ocuparse de otros aspectos del programa. Cuando introduje el personaje de Amperio Felón, que era el paradigma del empresario, del explotador, lo que intentaba era contar el Capítulo XXV del primer libro de El capital, la acumulación originaria. Ese era mi propósito: contar Marx a los niños.»

Fue también en los años ochenta cuando escribió, junto a Carlos Fernández Liria, Dejar de pensar (1986) y Volver a pensar (1989), dos libros sobre filosofía marxista considerados de gran importancia en los ámbitos de la izquierda. Ambos libros eran un compendio del pensamiento marxista a la vez que una crítica a la política que entonces realizaba el PSOE. De hecho, Carlos y Santiago decidieron Dejar de pensar tras sentirse desencantados con la política del partido, especialmente su cambio de actitud sobre la entrada de España en la OTAN.
En 1991 se trasladó a vivir a El Cairo, ciudad en la que residió durante siete años:

«[...] necesitaba una ruptura espacial y lingüística con lo que hasta entonces había sido mi biografía, de manera que el hecho de que acabara viviendo en El Cairo responde más bien al azar. Podría haber acabado igualmente en Islandia o en China. Lo cierto es que, retrospectivamente, uno tiende también a creer que la existencia está regida por una suerte de providencia que te dirige siempre hacia ese lugar que sin saberlo era el tuyo. Y es verdad que la casualidad me llevó a una zona del mundo en la que, aparte de haber aprendido mucho, personalmente siempre me sentí muy cómodo.

Durante esta etapa escribió Las reglas del caos. Apuntes para una antropología del mercado, por el que quedó finalista en 1995 del Premio Anagrama de ensayo. Ese mismo año quedó ganador Javier Echeverría con su obra Cosmopolitas domésticos.
En 1998 trasladó su residencia a Túnez, ciudad en la que vive actualmente, y donde se ha dedicado al análisis del mundo contemporáneo y a la interpretación del mundo árabe. 
En noviembre de 2015 anunció su participación en las elecciones generales del 20 de diciembre en la candidatura a la lista de Podemos del Senado por Ávila.
Ha traducido al castellano a algunos autores árabes, como el poeta egipcio Naguib Surur o al escritor iraquí Mohamed Judayr.
Participó en el libro Washington contra el mundo (Foca, Madrid, 2003) y también en el guion del documental Bagdad rap, de Arturo Cisneros, en 2005.

## Genealogía
| \| \| \| \| \| \| \| \| \| \| \| \| \| \| \| \| \| \| \| \| 8. Santiago Alba Bonifaz \| \| \| \| \| \| \| \| \| \| \| \| \| \| \| \| \| \| \| \| \| \| \| \| \| \| \| \| \| \| \| \| \| \| \| \| \| \| \| \| \| \| \| \| \| \| \| \| \| \| \| \| \| \| 4. César Alba Delibes \| \| \| \| \| \| \| \| \| \| \| \| \| \| \| \| \| \| \| \| \| \| \| \| \| \| \| \| \| \| \| \| \| \| \| \| \| \| \| \| \| \| \| \| \| \| \| \| \| \| \| \| \| \| 9. Enriqueta Delibes Cortés \| \| \| \| \| \| \| \| \| \| \| \| \| \| \| \| \| \| \| \| \| \| \| \| \| \| \| \| \| \| \| \| \| \| \| \| \| \| \| \| \| \| \| \| \| \| \| \| \| \| \| \| \| \| 2. Santiago Alba Govillar \| \| \| \| \| \| \| \| \| \| \| \| \| \| \| \| \| \| \| \| \| \| \| \| \| \| \| \| \| \| \| \| \| \| \| \| \| \| \| \| \| \| \| \| \| \| \| \| \| \| \| \| \| \| 10. Pedro Govillar \| \| \| \| \| \| \| \| \| \| \| \| \| \| \| \| \| \| \| \| \| \| \| \| \| \| \| \| \| \| \| \| \| \| \| \| \| \| \| \| \| \| \| \| \| \| \| \| \| \| \| \| \| \| 5. Carmen Govillar Allende \| \| \| \| \| \| \| \| \| \| \| \| \| \| \| \| \| \| \| \| \| \| \| \| \| \| \| \| \| \| \| \| \| \| \| \| \| \| \| \| \| \| \| \| \| \| \| \| \| \| \| \| \| \| 11. María del Carmen Allende y Plágaro \| \| \| \| \| \| \| \| \| \| \| \| \| \| \| \| \| \| \| \| \| \| \| \| \| \| \| \| \| \| \| \| \| \| \| \| \| \| \| \| \| \| \| \| \| \| \| \| \| \| \| \| \| \| 1. Santiago Alba Rico \| \| \| \| \| \| \| \| \| \| \| \| \| \| \| \| \| \| \| \| \| \| \| \| \| \| \| \| \| \| \| \| \| \| \| \| \| \| \| \| \| \| \| \| \| \| \| \| \| \| \| \| \| \| 6. Juan Rico Gil \| \| \| \| \| \| \| \| \| \| \| \| \| \| \| \| \| \| \| \| \| \| \| \| \| \| \| \| \| \| \| \| \| \| \| \| \| \| \| \| \| \| \| \| \| \| \| \| \| \| \| \| \| \| 3. Dolores Rico Oliver \| \| \| \| \| \| \| \| \| \| \| \| \| \| \| \| \| \| \| \| \| \| \| \| \| \| \| \| \| \| \| \| \| \| \| \| \| \| \| \| \| \| \| \| \| \| \| \| \| \| \| \| \| \| 7. Isabel Oliver Lite \| \| \| \| \| \| \| \| \| \| \| \| \| \| \| \| \| \| \| \| \| \| \| \| \| \| \| \| \| \| \| \| \| \| \| \| \| \| \| \| \| \| \| \| \| \| \| \| \| \| \| \| |                                        |  |  |  |  |  |  |  |  |  |  |  |  |  |  |  |
| |                                        |  |  |  |  |  |  |  |  |  |  |  |  |  |  |  |
| | 8. Santiago Alba Bonifaz               |  |  |  |  |  |  |  |  |  |  |  |  |  |  |  |
| |                                        |  |  |  |  |  |  |  |  |  |  |  |  |  |  |  |
| |                                        |  |  |  |  |  |  |  |  |  |  |  |  |  |  |  |
| | 4. César Alba Delibes                  |  |  |  |  |  |  |  |  |  |  |  |  |  |  |  |
| |                                        |  |  |  |  |  |  |  |  |  |  |  |  |  |  |  |
| |                                        |  |  |  |  |  |  |  |  |  |  |  |  |  |  |  |
| | 9. Enriqueta Delibes Cortés            |  |  |  |  |  |  |  |  |  |  |  |  |  |  |  |
| |                                        |  |  |  |  |  |  |  |  |  |  |  |  |  |  |  |
| |                                        |  |  |  |  |  |  |  |  |  |  |  |  |  |  |  |
| | 2. Santiago Alba Govillar              |  |  |  |  |  |  |  |  |  |  |  |  |  |  |  |
| |                                        |  |  |  |  |  |  |  |  |  |  |  |  |  |  |  |
| |                                        |  |  |  |  |  |  |  |  |  |  |  |  |  |  |  |
| | 10. Pedro Govillar                     |  |  |  |  |  |  |  |  |  |  |  |  |  |  |  |
| |                                        |  |  |  |  |  |  |  |  |  |  |  |  |  |  |  |
| |                                        |  |  |  |  |  |  |  |  |  |  |  |  |  |  |  |
| | 5. Carmen Govillar Allende             |  |  |  |  |  |  |  |  |  |  |  |  |  |  |  |
| |                                        |  |  |  |  |  |  |  |  |  |  |  |  |  |  |  |
| |                                        |  |  |  |  |  |  |  |  |  |  |  |  |  |  |  |
| | 11. María del Carmen Allende y Plágaro |  |  |  |  |  |  |  |  |  |  |  |  |  |  |  |
| |                                        |  |  |  |  |  |  |  |  |  |  |  |  |  |  |  |
| |                                        |  |  |  |  |  |  |  |  |  |  |  |  |  |  |  |
| | 1. Santiago Alba Rico                  |  |  |  |  |  |  |  |  |  |  |  |  |  |  |  |
| |                                        |  |  |  |  |  |  |  |  |  |  |  |  |  |  |  |
| |                                        |  |  |  |  |  |  |  |  |  |  |  |  |  |  |  |
| | 6. Juan Rico Gil                       |  |  |  |  |  |  |  |  |  |  |  |  |  |  |  |
| |                                        |  |  |  |  |  |  |  |  |  |  |  |  |  |  |  |
| |                                        |  |  |  |  |  |  |  |  |  |  |  |  |  |  |  |
| | 3. Dolores Rico Oliver                 |  |  |  |  |  |  |  |  |  |  |  |  |  |  |  |
| |                                        |  |  |  |  |  |  |  |  |  |  |  |  |  |  |  |
| |                                        |  |  |  |  |  |  |  |  |  |  |  |  |  |  |  |
| | 7. Isabel Oliver Lite                  |  |  |  |  |  |  |  |  |  |  |  |  |  |  |  |
| |                                        |  |  |  |  |  |  |  |  |  |  |  |  |  |  |  |
| |                                        |  |  |  |  |  |  |  |  |  |  |  |  |  |  |  |

## Libros
- Las reglas del caos. Apuntes para una antropología del mercado. Barcelona: Anagrama, 1995. ISBN 84-339-0520-1.
- El mundo incompleto. Un cuento sobre la creación y los autores. Madrid: Anaya, 1999. ISBN 978-84-207-9217-0.
- ¡Viva el mal! ¡Viva el capital! Madrid: Virus, 2001. ISBN 84-88471-00-9.
- La Ciudad intangible (ensayo sobre el fin del neolítico). Fuenterrabía: Hiru, 2001. ISBN 84-89753-71-7.
- Iraq, un cuento para niños. Madrid: CSCA, 2002.
- ¡Viva la CIA! ¡Viva la economía! Barcelona: Virus, 2003. ISBN 978-84-96044-19-7.
- Torres más altas. Valencia: Numa Ediciones, 2003. ISBN 978-84-95831-05-7.
- (et al.) Galería de gente victoriosa: relatos y artículos sobre Irak. Barcelona: Virus, 2003. ISBN  978-84-96044-20-3.
- Vendrá la realidad y nos encontrará dormidos. Partes de guerra y prosas de resistencia. Fuenterrabía: Hiru, 2006. ISBN 978-84-96584-05-1.
- Leer con niños. Madrid: Caballo de Troya, 2007. ISBN 978-84-96594-02-9.
- Capitalismo y nihilismo: dialéctica del hambre y la mirada. Madrid: Akal, 2007. ISBN 978-84-460-2616-7.
- Las Noches Bárbaras: tercera fiesta de músicos en la calle. Madrid: Círculo de Bellas Artes, 2008. ISBN 978-84-87619-41-0.
- El ratoncito Roquefort. Barcelona: Takatuka, 2009. ISBN 978-84-92696-02-4.
- Noticias. Madrid: Caballo de Troya, 2010. ISBN 978-84-96594-52-4.
- B-52 : Travesura bélica en dos actos. Guipúzcoa: Hiru, 2012. ISBN 978-84-96584-46-4.
- Islamofobia: nosotros, los otros, el miedo. Barcelona: Icaria, 2015. ISBN 978-84-9888-661-0.
- ¿Podemos seguir siendo de izquierdas? Panfleto en sí menor. Sant Cugat del Vallès: Pol·len, 2015. ISBN 978-84-86469-78-8.
- Penúltimos días. Mercancías, máquinas y hombres. Sobre los efectos del capitalismo. Madrid: Catarata, 2016. ISBN 978-84-9097-113-0.
- Ser o no ser (un cuerpo). Barcelona: Seix Barral, 2017. ISBN 978-84-322-2992-3.
- Nadie está seguro con un libro en las manos: lecturas inconvenientes. Madrid: Catarata, 2018. ISBN 978-84-9097-464-3.
- Última hora: Los cuentos de Carne Cruda. Madrid: Arrebato, 2019. ISBN 978-84-120157-1-3.
- España. Madrid: Lengua de trapo, 2021. ISBN 978-84-8381-255-6.
- Todo el pasado por delante. Madrid: Catarata, 2021. ISBN 978-84-9097-365-3.
- Catorce palabras para después del capitalismo. Madrid: Contexto, 2023. ISBN 978-84-126586-4-4.
- De la moral terrestre entre las nubes. Logroño: Pepitas de calabaza, 2023. ISBN 978-84-18998-46-1.

### Con otros autores
- Santiago Alba Rico y Carlos Fernández Liria, Dejar de pensar. Madrid: Akal, 1986. ISBN 978-84-76001-24-0.
- Santiago Alba Rico y Carlos Fernández Liria, Volver a pensar. Madrid: Akal, 1989. ISBN 978-84-76003-82-4.
- con Juan Luis Moraza, Interpasividad. Diputación Foral de Guipúzcoa, 2000. ISBN 84-7907-297-0.
- Santiago Alba Rico, Mohammed Arkoun y Javier Barreda, El islam jacobino. Fuenterrabía: Hiru, 2002. ISBN 84-95786-09-5
- Paz de Andrés Sáenz de Santamaría, Santiago Alba Rico y Javier Couso Permuy, Crímenes de guerra. Madrid: CSCA, 2003. ISBN 978-84-930099-2-2.
- Santiago Alba Rico y Pascual Serrano, Medios violentos. Palabras e imágenes para la guerra. Barcelona: El Viejo Topo, 2008. ISBN 978-84-96831-67-4.
- Santiago Alba Rico y Carlos Fernández Liria, El naufragio del hombre. Fuenterrabía: Hiru, 2010. ISBN 978-84-96584-32-7
- con José Daniel Fierro, Túnez: la revolución. Guipúzcoa, Hiru, 2011. ISBN 978-84-96584-41-9.

## Libros traducidos
- Naguib Surur, Hacer imprescindible lo que es necesario. Madrid: Cantarabia, 1990. ISBN 84-86514-23-1. (Traducido junto a Javier Barreda).